# 桃豹
桃豹（？—339年），字安步。范阳人氏。是五胡十六國時代後趙的開國君主石勒的部將，後被封為豫州刺史、橫海將軍。
少年时有大志，以胆力勇敢著称，骑射闻名乡里。起兵反西晋，为十八骑之雄，入洛阳，事仕石勒非常恭谨。后为魏郡太守镇邺城，抚当地流民。改守陈川、镇抚都督，抵御祖逖。又迁豫州刺史。石虎即位，建武四年（338年），石虎命他为横海将军，统率水军随石虎攻辽西鲜卑段辽。官至太保。次年十二月丁丑卒。

## 相關人物
- 石勒
- 祖逖